# Исла-де-ла-Луна
Исла-де-ла-Луна (исп. Isla de la Luna — остров луны) — остров на озере Титикака в департаменте Ла-Пас, Боливия. Он расположен к востоку от Исла-дель-Соль (остров Солнца). Легенды инков называют остров местом, где Виракоча приказал луне восходить. На восточном берегу были найдены археологические руины женского монастыря инков.
Согласно археологическим данным, первые люди появились на острове Луны и острове Солнца в 4000 — 2000 году до н. э. Это были охотники-собиратели и рыболовы.
Во времена Империи инков здесь находился храм под названием Иньяк Ую или Дворец Солнечных Дев. Он был построен примерно в 1000—1500 годах н. э. Это место представляло собой аклахуаси, или дом избранных, где женщины обучались различным ремеслам, особенно ткачеству.
В XX веке Министерство внутренних дел Боливии использовало остров Исла-де-ла-Луна в тюрьмы для политических заключенных. Считалось, что побег из островной тюрьмы практически невозможен, поскольку окружающие воды озера Титикака были ледяными, и даже опытный пловец погиб бы от переохлаждения при попытке побега. Тем не менее, на протяжении десятилетий с острова было совершено несколько знаменитых побегов. Например, в сентябре 1949 года Эрнан Силес Суасо, Эмилио Сфейр и другие бежали в Перу, получив там политическое убежище. Во время военной диктатуры Уго Бансера на острове также содержались политические заключённые.

## Галерея

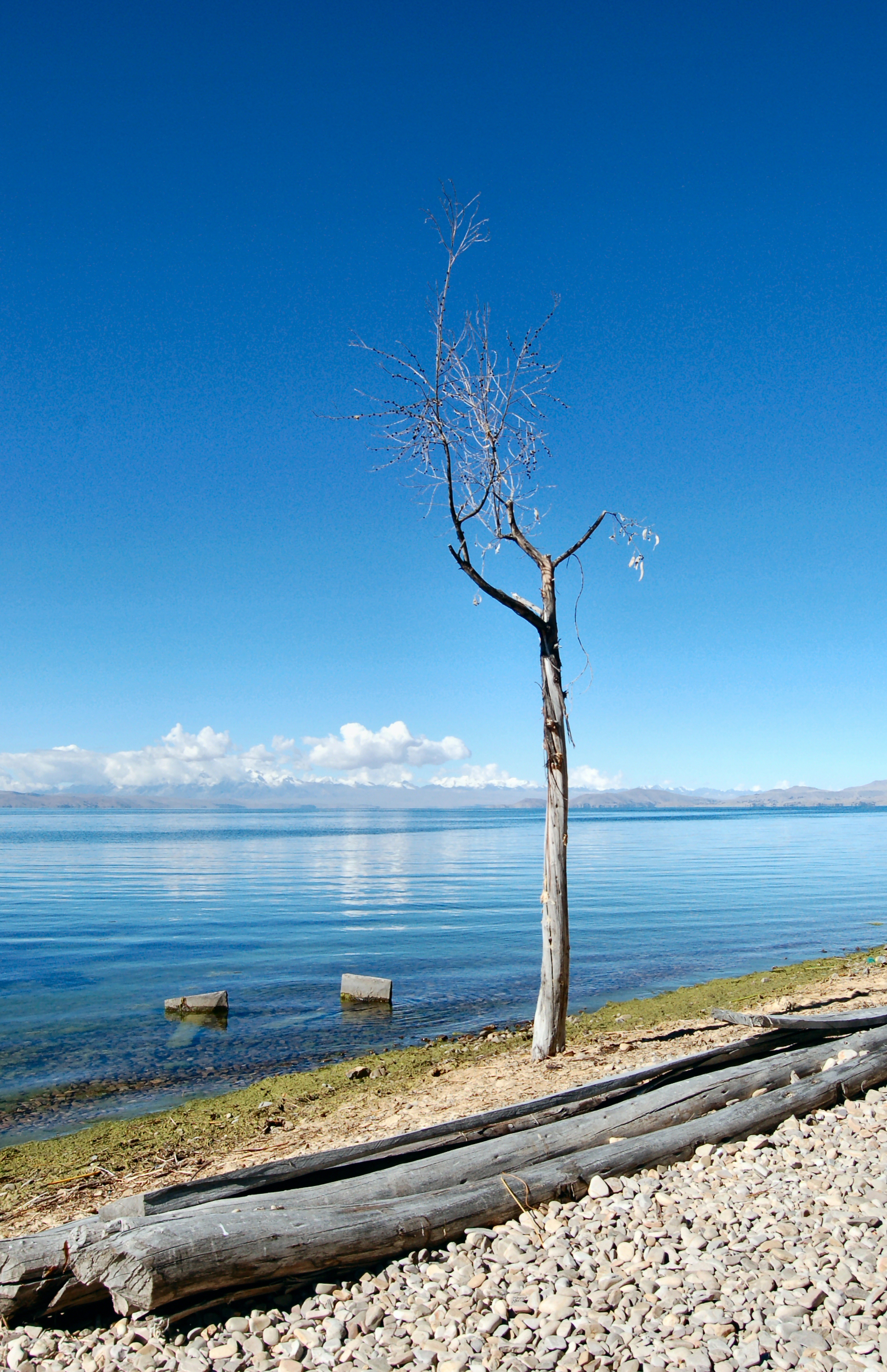
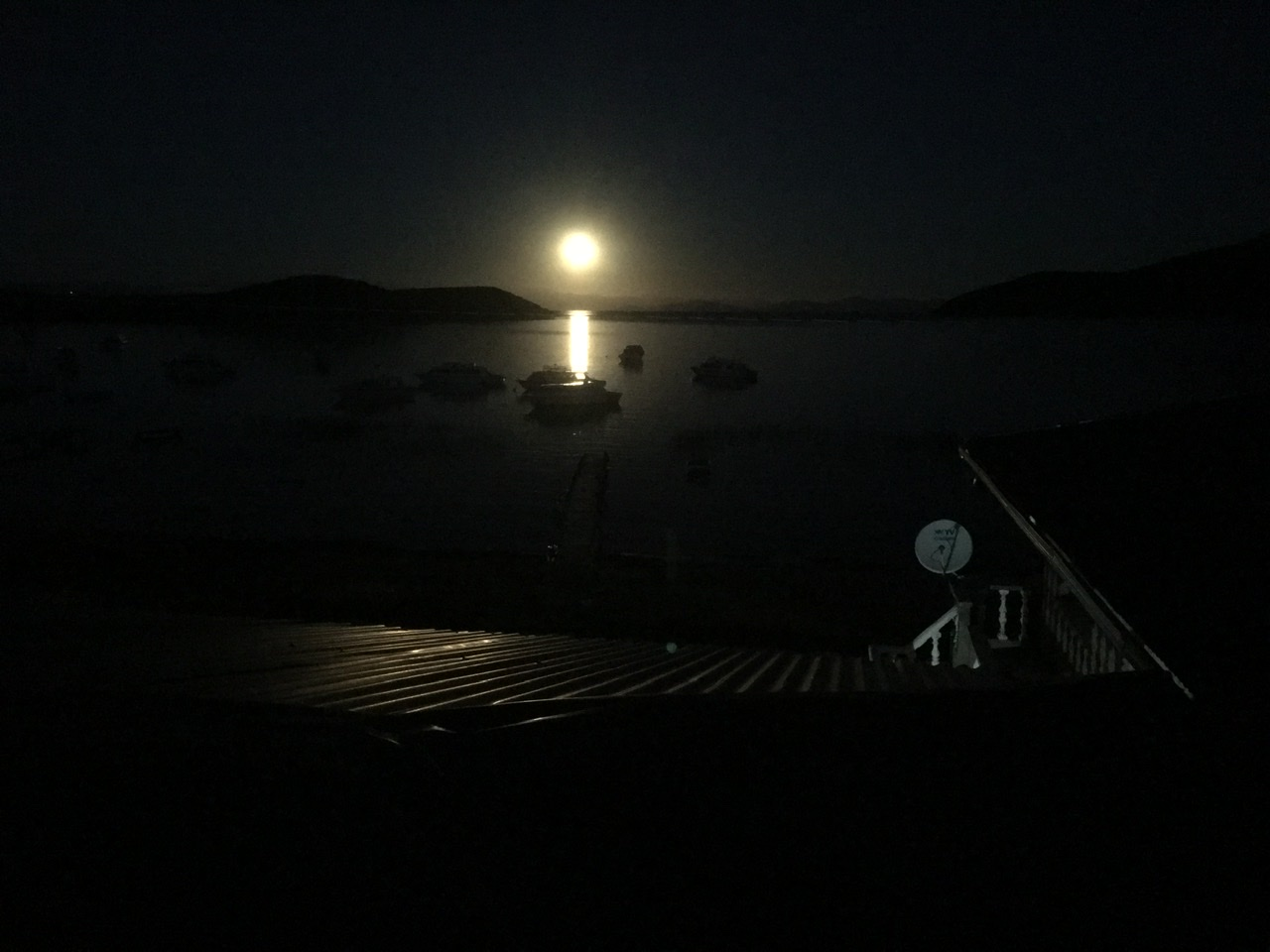
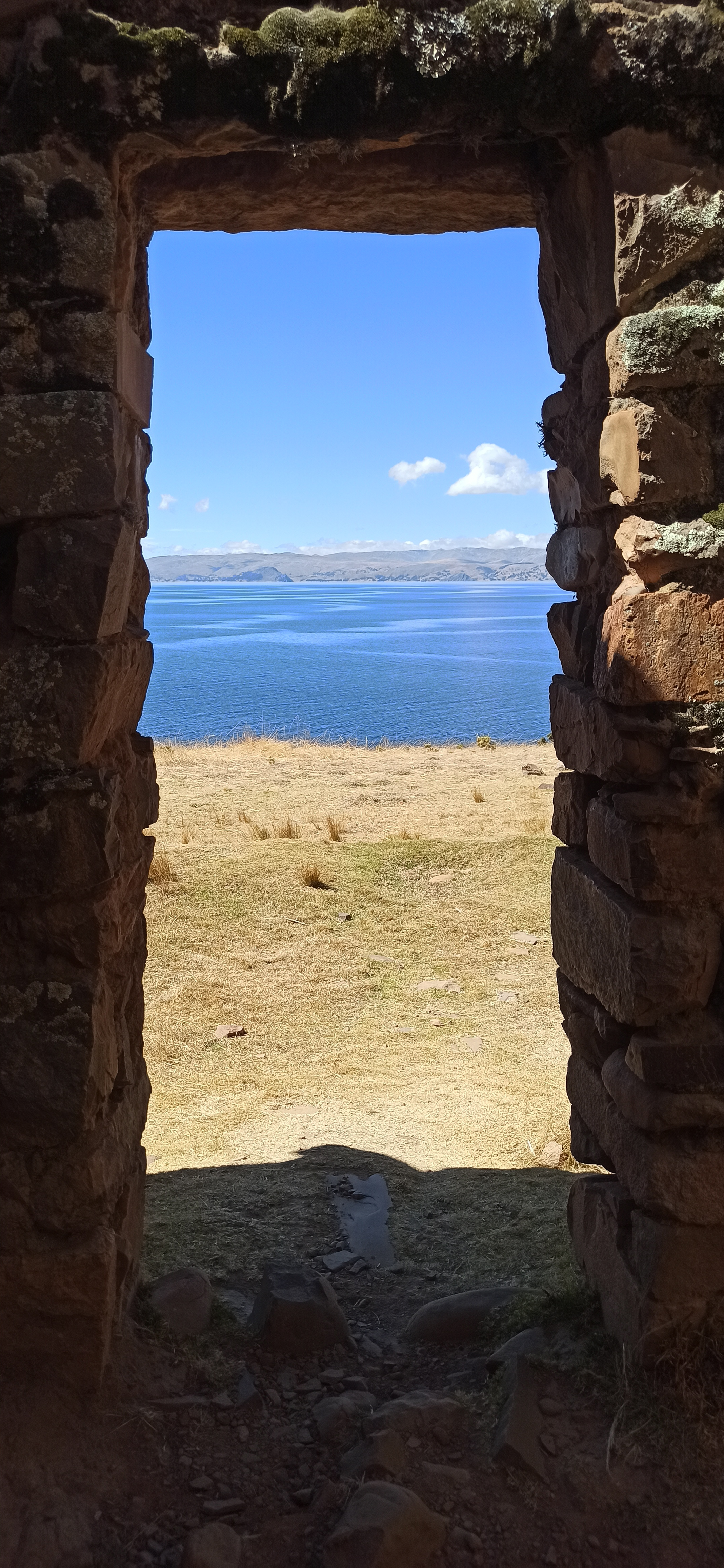
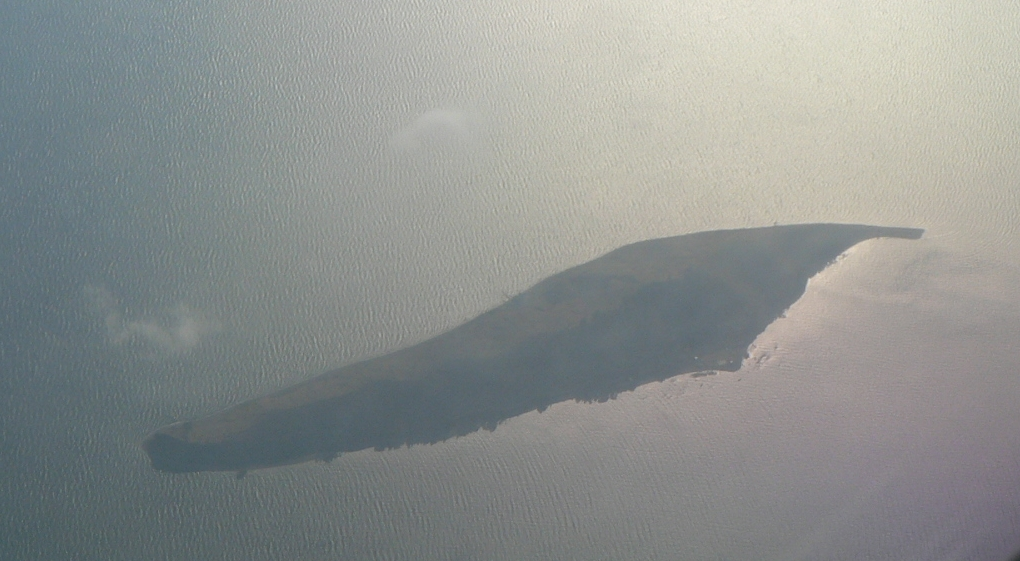
С высоты птичьего полёта